# Melchora Aquino
Melchora Aquino de Ramos (ur. 6 stycznia 1812, zm. 2 marca 1919) – filipińska działaczka niepodległościowa.

## Życiorys
Niewiele wiadomo na temat dzieciństwa oraz lat młodzieńczych Melchory . Dostępne źródła przekazują, że urodziła się 6 stycznia 1812 w Kalookan, współcześnie leżącym w granicach Quezon City. Była córką Juana oraz Valentiny Aquino, pochodziła z bardzo biednej, rolniczej rodziny. Z uwagi na trudną sytuację materialną nie otrzymała w zasadzie żadnego formalnego wykształcenia. Poślubiła Fulgencio Ramosa, urzędnika lokalnej administracji kolonialnej, który przez pewien czas pełnił funkcję odpowiadającą dzisiejszemu kapitanowi barangayu. Doczekała się z nim szóstki dzieci. Jej małżonek zmarł jednak stosunkowo wcześnie, gdy ich najmłodszy potomek miał zaledwie siedem lat. Mimo wczesnego wdowieństwa, Melchora nie tylko zdołała samotnie wychować dzieci, ale pozostała aktywną uczestniczką życia lokalnej społeczności. Chętnie pojawiała się na chrzcinach i innych uroczystościach religijnych. Wielokrotnie pomagała też organizować wesela.
Gdy w 1896 wybuchła rewolucja filipińska skierowana przeciwko kolonialnemu panowaniu Hiszpanii na archipelagu, Aquino była już sędziwą, osiemdziesięcioczteroletnią kobietą. Nie przeszkodziło jej to jednak we wspieraniu walczących o niepodległość kraju rodaków. Wraz z jednym ze swoich synów znalazła się wśród naocznych świadków pierwszego symbolicznego aktu rewolucji, który w filipińskiej historiografii zapisał się jako unang sigaw (pierwszy okrzyk). Uczyniła, tak ze swego domu, jak i z niewielkiego sklepu, którego była właścicielką, miejsca schronienia dla rannych czy chorych członków Katipunanu, organizacji stojącej za rewolucją. Cieszyła się znacznym zaufaniem rodaków, a w jej domu niekiedy odbywały się tajne spotkania tej właśnie grupy. Znana była również z gromadzenia niezbędnych rewolucjonistom leków czy odzieży. 
Za aktywność niepodległościową została zesłana przez Hiszpanów na Mariany. Do kraju powróciła dopiero w 1903. Zmarła 2 marca 1919. Pochowana została na dziedzińcu własnego domostwa. W późniejszym okresie miejsce to przekształcono w park pamięci. Jej zwłoki ostatecznie przeniesiono do mauzoleum w Quezon City.
Na trwale zapisała się w pamięci zbiorowej Filipińczyków. Nazywana jest między innymi matką rewolucji filipińskiej oraz matką Katipunanu. Czasami, z pewną poufałością określa się ją jako Tandang Sora, czyli stara Sora. Jej imię nosi między innymi jeden z barangayów, jeden z dystryktów oraz ulica w Quezon City. Była pierwszą Filipinką, którą uwieczniono na banknotach krajowej waluty. Pojawiła się na banknocie o nominale 100 peso, emitowanym między 1951 a 1966. Figurowała również na monecie o wartości 5 centavos bitej między 1967 a 1992. Rok 2012 ogłoszono na Filipinach rokiem Aquino, upamiętniając w ten sposób dwusetną rocznicę jej narodzin.